# Gambolò
Gambolò ist eine nordwestitalienische Gemeinde (comune) mit 9730 Einwohnern (Stand 31. Dezember 2023) in der Provinz Pavia in der Lombardei. Die Gemeinde liegt etwa 24 Kilometer westnordwestlich von Pavia im Parco Lombardo Valle del Ticino westlich des Ticino. Die Gemeinde liegt in der östlichen Lomellina, einem Teil der Poebene. Durch die Gemeinde fließt der Terdoppio.

## Geschichte
Die Ortschaft wird 999 als Gambolatum und ab 1250 mit dem heutigen Namen erwähnt. Um 1000 wird auch das noch heute teilweise erhaltene castell errichtet.

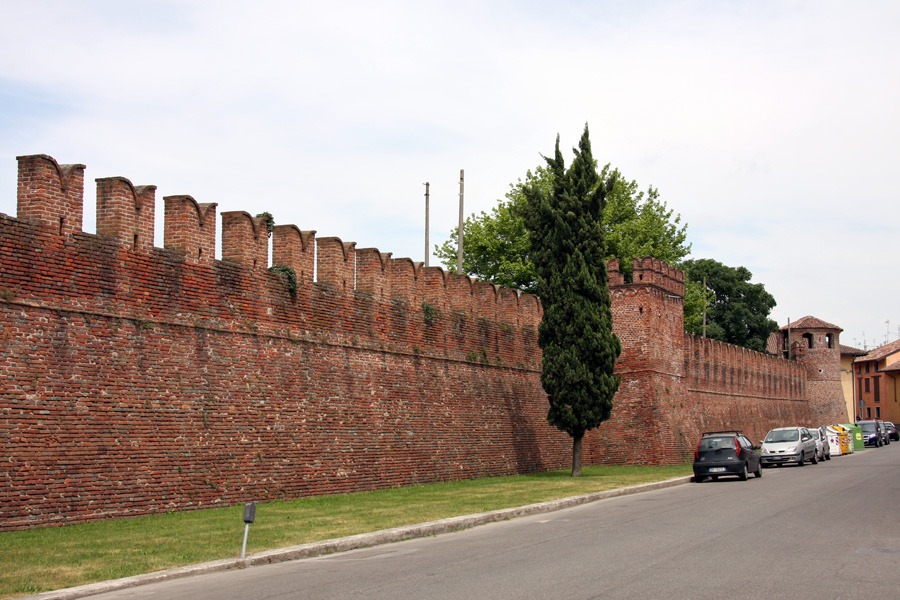
Mauer des einstigen Castells von Gambolò

## Verkehr
Die Gemeinde liegt mit dem Haltepunkt Gambolò-Remondò an der Bahnstrecke Vercelli–Pavia.

## Gemeindepartnerschaften
Gambolò unterhält Partnerschaften mit dem griechischen Kyrros (heute Teil von Pella) in Zentralmakedonien und mit der lettischen Gemeinde Mālpils.